# Michael Davis (Footballspieler, 1995)
Michael Keith Davis (* 6. Januar 1995 in Glendale, Kalifornien) ist ein US-amerikanischer American-Football-Spieler auf der Position des Cornerbacks. Aktuell spielt er für die Washington Commanders in der National Football League (NFL). Zuvor spielte er sieben Jahre lang für die Los Angeles Chargers.

## Frühe Jahre
Michael Davis wurde in Glendale, Kalifornien geboren. Er wuchs alleine bei seiner mexikanischen Mutter in einfachen Verhältnissen auf. In Glendale besuchte er die Glendale High School, an der er in der Football- und Leichtathletikmannschaft aktiv war. In der Footballmannschaft wurde er sowohl als Defensive Back als auch als Wide Receiver und Kick Returner eingesetzt. So konnte er als Wide Receiver in seinem letzten Jahr den Ball für 409 Yards und 3 Touchdowns fangen, dazu lief er mit dem Ball für 258 Yards und 2 Touchdowns. Als Safety konnte er 45 Tackles verzeichnen. Aufgrund seiner Spielstärke wurde er ins First-Team All-Pacific-League als Wide Receiver berufen. Seine größte Qualität im Spiel war seine Schnelligkeit. Deswegen war er auch Teil der Leichtathletikmannschaft der Schule, insbesondere lief er bei Wettkämpfen über die 100-Meter-Sprint und die 200-Meter-Sprint. Mit Bestzeiten von 10,5 Sekunden über die 100 Meter und 21,4 Sekunden über die 200 Meter konnte er drei beziehungsweise vier Mal die Meisterschaft in der All-Pacific-League gewinnen, im Staat Kalifornien belegte er Platz 7.
Da die Footballmannschaft der Glendale High School eher überschaubar war, so konnte die Mannschaft in 3 Jahren nur 6 Spiele gewinnen, interessierten sich wenig Colleges für Davis. Er erhielt jedoch ein Angebot für ein Stipendium der Brigham Young University aus Provo, Utah, für die er zwischen 2013 und 2016 in der Footballmannschaft aktiv war. In dieser Zeit kam er in 48 Spielen zum Einsatz, davon 33 Mal als Starter, und konnte 109 Tackles und eine Interception verzeichnen. Während er in seinem 2. und 3. Jahr an der Schule Stammspieler war, war er in seinem Senior-Jahr jedoch kein Stammspieler mehr. Allerdings konnte er 2016 mit seinem Team den Poinsettia Bowl gewinnen.

## NFL
Beim NFL-Draft 2017 wurde Davis von keinem Team ausgewählt. Nach dem Draft unterschrieb er jedoch einen Vertrag als Undrafted Free Agent bei den Los Angeles Chargers. Nach der Saisonvorbereitung wurde er zunächst von den Chargers gewaived, erhielt jedoch tags darauf einen Platz im Practice Squad. Bereits nach einem Spiel wurde er jedoch in den aktiven Kader befördert. So gab er sein NFL-Debüt am 2. Spieltag der Saison 2017 bei der 17:19-Niederlage gegen die Minnesota Vikings, bei der er in den Special Teams zum Einsatz kam und ein Tackle verzeichnen konnte. Insgesamt kam er in seiner Rookie-Saison in den restlichen 15 Spielen zum Einsatz, jedoch wurde er fast ausschließlich in den Special Teams eingesetzt. Insgesamt konnte er 18 Tackles verzeichnen. Auch in der 1. Hälfte der Saison 2018 blieb Davis fast ausschließlich Spieler der Special Teams. Nach einer Verletzung von Trevor Williams rückte er jedoch in die Defense. So konnte er beim 25:17-Sieg gegen die Seattle Seahawks am 9. Spieltag erstmals als Starter auf dem Feld stehen und dabei 9 Tackles verzeichnen, bis 2022 sein Karrierehöchstwert. Aufgrund seiner guten Leistungen blieb Davis bis Saisonende Starter auf der Position des Cornerbacks und hatte einen großen Anteil daran, dass die Chargers in der Saison 12 Spiele gewannen und nur 4 verloren und somit in die Playoffs einziehen konnten. Dort gab Davis in der 1. Runde beim 23:17-Sieg gegen die Baltimore Ravens sein Debüt und konnte 2 Tackles verzeichnen. Auch bei der folgenden 28:41-Niederlage gegen die New England Patriots kam Davis als Starter zum Einsatz, konnte die Niederlage jedoch nicht verhindern.
Auch in der Saison 2019 blieb er Stammspieler für die Chargers. Zu Saisonbeginn verpasste er jedoch 2 Spiele verletzungsbedingt. Am 4. Spieltag konnte er beim 30:10-Sieg gegen die Miami Dolphins die erste Interception seiner Karriere von Quarterback Josh Rosen fangen. Am 22. November 2019 wurde Davis von der NFL jedoch für 2 Spiele suspendiert, da er zuvor gegen die Regeln der Liga bezüglich der Einnahme verbotener Substanzen verstoßen hatte. Mitte Dezember wurde er wieder in den Kader der Chargers integriert. Auch in der Saison 2020 blieb er Stammspieler. Am 4. Spieltag konnte er bei der 31:38-Niederlage gegen die Tampa Bay Buccaneers eine Interception von Tom Brady fangen, die er über 78 Yards in die gegnerische Endzone tragen und somit seinen ersten Touchdown in der Liga erzielen konnte. Insgesamt gelangen ihm in der Saison noch zwei weitere Interceptions, eine bei der 17:27-Niederlage gegen die Buffalo Bills am 12. Spieltag und eine beim 20:17-Sieg gegen die Atlanta Falcons am 14. Spieltag.
Daraufhin unterschrieb Davis im März 2021 einen neuen Vertrag bei den Chargers. Auch in der Saison 2021 blieb er Stammspieler in der Defense der Chargers. Am 3. Spieltag der Saison 2021 konnte Davis beim 30:24-Sieg gegen die Kansas City Chiefs 2 Fumbles von den Runningbacks Tyreek Hill und Clyde Edwards-Helaire recovern. Aufgrund einer Verletzung am Oberschenkelmuskel verpasste er jedoch die zwei Saisonspiele am 9. und 10. Spieltag. Beim 41:22-Sieg gegen die Cincinnati Bengals gelang ihm die erste und einzige Interception der Saison von Quarterback Joe Burrow. Seinen festen Stammplatz auf der Position des Cornerbacks verlor er jedoch vor Beginn der Saison 2022 an J. C. Jackson, der erst vor Saisonbeginn von den New England Patriots gewechselt war. Deswegen wurde Davis auch vermehrt in den Special Teams eingesetzt. Am 3. Spieltag konnte Davis bei der 10:38-Niederlage gegen die Jacksonville Jaguars insgesamt 10 Tackles verzeichnen und somit einen neuen Karrierehöchstwert aufstellen. In der zweiten Saisonhälfte konnte er sich jedoch auch als Stammspieler in der Defense der Chargers etablieren. Beim 25:24-Sieg gegen die Arizona Cardinals am 12. Spieltag konnte er den ersten Sack seiner Karriere an Kyler Murray verzeichnen. Beim 20:3-Sieg gegen die Indianapolis Colts am 16. Spieltag gelang ihm schließlich auch seine erste Interception der Saison. In der Regular Season 2022 konnte Davis insgesamt 15 Pässe verteidigen, die meisten aller Spieler der Chargers in dieser Kategorie. Da die Chargers in dieser Saison 10 Spiele gewannen und nur sieben verloren, konnten sie sich für die Playoffs qualifizieren. Dort schieden sie jedoch bereits in der ersten Runde mit 30:31 gegen die Jacksonville Jaguars aus. Davis konnte dabei fünf Tackles verzeichnen und zwei Pässe verteidigen. Auch in der Saison 2023 blieb Davis zumeist Stammspieler in der Defense der Chargers. Bei der 7:24-Niederlage gegen die Denver Broncos am 14. Spieltag konnte er dabei seine einzige Saisoninterception fangen.
Im März 2024 nahmen die Washington Commanders Davis unter Vertrag.

## Karrierestatistiken
| Legende | Legende            |
| ------- | ------------------ |
| Fett    | Karrierehöchstwert |

### Regular Season
| Saison                             | Team             | Spiele | Spiele  | Tackles | Tackles | Tackles | Tackles | Interceptions | Interceptions | Interceptions | Interceptions | Interceptions | Interceptions | Fumbles | Fumbles | Fumbles |
| Saison                             | Team             | Gesamt | Starter | Gesamt  | Solo    | Assist  | Sack    | PD            | Int           | Yards         | Avg           | Lang          | TD            | FF      | FR      | TD      |
| ---------------------------------- | ---------------- | ------ | ------- | ------- | ------- | ------- | ------- | ------------- | ------------- | ------------- | ------------- | ------------- | ------------- | ------- | ------- | ------- |
| 2017                               | Chargers         | 15     | 0       | 18      | 14      | 4       | 0,0     | 1             | 0             | 0             | 0,0           | 0             | 0             | 0       | 0       | 0       |
| 2018                               | Chargers         | 16     | 9       | 50      | 40      | 10      | 0,0     | 8             | 0             | 0             | 0,0           | 0             | 0             | 1       | 0       | 0       |
| 2019                               | Chargers         | 12     | 12      | 39      | 31      | 8       | 0,0     | 9             | 2             | 15            | 7,5           | 15            | 0             | 0       | 0       | 0       |
| 2020                               | Chargers         | 16     | 14      | 64      | 48      | 16      | 0,0     | 14            | 3             | 86            | 28,7          | 78            | 1             | 0       | 0       | 0       |
| 2021                               | Chargers         | 14     | 14      | 54      | 42      | 12      | 0,0     | 12            | 1             | 0             | 0,0           | 0             | 0             | 0       | 0       | 0       |
| 2022                               | Chargers         | 17     | 12      | 62      | 48      | 14      | 1,0     | 15            | 1             | 30            | 30,0          | 30            | 0             | 0       | 2       | 0       |
| 2023                               | Chargers         | 17     | 13      | 62      | 52      | 10      | 0,0     | 10            | 1             | 0             | 0,0           | 0             | 0             | 0       | 0       | 0       |
| 2024                               | Commanders       | 15     | 2       | 14      | 7       | 7       | 0,0     | 1             | 0             | 0             | 0,0           | 0             | 0             | 0       | 0       | 0       |
| Gesamte Karriere                   | Gesamte Karriere | 122    | 76      | 363     | 282     | 81      | 1,0     | 70            | 8             | 131           | 16,4          | 78            | 1             | 1       | 2       | 0       |
| Quelle: pro-football-reference.com |                  |        |         |         |         |         |         |               |               |               |               |               |               |         |         |         |

### Postseason
| Saison                             | Team             | Spiele | Spiele  | Tackles | Tackles | Tackles | Tackles | Tackles | Interceptions | Interceptions | Interceptions | Interceptions | Interceptions | Interceptions | Fumbles | Fumbles | Fumbles |
| Saison                             | Team             | Gesamt | Starter | Gesamt  | Solo    | Assist  | Sack    | Safety  | PD            | Int           | Yards         | Avg           | Lang          | TD            | FF      | FR      | TD      |
| ---------------------------------- | ---------------- | ------ | ------- | ------- | ------- | ------- | ------- | ------- | ------------- | ------------- | ------------- | ------------- | ------------- | ------------- | ------- | ------- | ------- |
| 2018                               | Chargers         | 2      | 2       | 7       | 5       | 2       | 0,0     | 0       | 2             | 0             | 0             | 0,0           | 0             | 0             | 0       | 0       | 0       |
| 2022                               | Chargers         | 1      | 1       | 5       | 5       | 0       | 0,0     | 0       | 2             | 0             | 0             | 0,0           | 0             | 0             | 0       | 0       | 0       |
| Gesamte Karriere                   | Gesamte Karriere | 3      | 3       | 12      | 10      | 2       | 0,0     | 0       | 4             | 0             | 0             | 0,0           | 0             | 0             | 0       | 0       | 0       |
| Quelle: pro-football-reference.com |                  |        |         |         |         |         |         |         |               |               |               |               |               |               |         |         |         |